# Borysthenes incertus
Borysthenes incertus är en insektsart som beskrevs av Frederick Arthur Godfrey Muir 1913. Borysthenes incertus ingår i släktet Borysthenes och familjen kilstritar. Inga underarter finns listade i Catalogue of Life.